# Opętanie (film 1999)
Opętanie (tytuł oryg. Stir of Echoes) – amerykański film fabularny (thriller) z 1999 roku, którego reżyserem jest David Koepp. Film został oparty na noweli o tym samym tytule autorstwa Richarda Mathesona.

## Fabuła
Tom Witzky, grany przez Kevina Bacona, jest pracownikiem budowlanym mieszkającym z żoną i synem w polskiej dzielnicy Chicago (stan Illinois).
Podczas organizowanego przyjęcia znajoma Witzky'ch, Lisa, hipnotyzuje Toma, chcąc mu udowodnić, że mylił się sądząc, iż hipnoza to są jedynie przesądy. Lisa sugeruje podczas transu Tomowi, aby był bardziej otwarty oraz otwiera mu drzwi do podświadomości, po czym wybudza go z transu.
Po seansie Tom zaczyna doświadczać wizji o dziewczynie, która zniknęła jakiś czas temu w okolicy. Uświadamia sobie jednocześnie, że jego syn, Jake, potrafi kontaktować się z duchem zaginionej. Jake jednakże rzadziej widzi ducha.
Tom, ogarnięty obsesyjną potrzebą wyjaśnienia do końca zagadki zniknięcia dziewczyny, zaczyna gorączkowe poszukiwania jej szczątków.

## Obsada aktorska
- Kevin Bacon – Tom Witzky
- Kathryn Erbe – Maggie Witzky
- Illeana Douglas – Lisa
- Zachary David Cope – Jake Witzky
- Kevin Dunn – Frank McCarthy
- Til Schweiger – Bruce McCarthy
- Conor O’Farrell – Harry Damon
- Liza Weil – Debbie Kozac, opiekunka do dzieci
- Lusia Strus – Sheila McCarthy
- Jennifer Morrison – Samantha Kozac